# Sceptonia thaya
Sceptonia thaya är en tvåvingeart som beskrevs av Sevcik 2004. Sceptonia thaya ingår i släktet Sceptonia, och familjen svampmyggor. Arten är reproducerande i Sverige.